# Ники Урумов
Николай „Ники“ Урумов е български продуцент, режисьор и певец.

## Биография
Ники Урумов е роден на 21 октомври 1976 г. в град Бургас.
През 2001 г. завършва „Технически университет“ – София със специалностите „Транспортна техника и технологии“ и „Звукостудийни технологии и продуцентство“, а през 2021 г. се дипломира в НАТФИЗ „Кръстьо Сарафов“ със специалност „Филмова и телевизионна режисура“.

## Творческа кариера
Ники Урумов е продуцент на филма „Пета на моята Петя“, посветен на българската поетеса Петя Дубарова. Филмът тръгва в кината от 21.01.2022 и събира над 95 000 зрители в страната и чужбина. Филмът „Петя на моята Петя“ получава „Наградата на публиката“ от дванадесетото издание на фестивала „Франкофилм 2022“ в Рим.
В периода 2012 – 2015 г. Ники Урумов е изпълнителен продуцент на сериалите „Домашен арест“ и „Кантора Митрани“, Българо-Руската копродукция „Лабиринти на любовта“ и на 3-ти сезон на шоуто „България търси талант“. Копродуцент е във филма „Вила Роза“.
Тонрежисьор на терен на български и чужди филми, сериали и реклами.
Късометражните му филми „Пробуждане“ и „Безсмъртният“ печелят награди на над 15 международни форума.
Вокалист е на рок групата „Епизод“, с която през 1999 г. записва албума “Респект“. Година по-рано печели трето място на „Златния Орфей“, и първо място от „Хит-1“.

## Признания
Ники Урумов е избран за български представител в престижната организация EAVE Producers Workshop 2024.